# 1342 Brabantia
1342 Brabantia eller 1935 CV är en asteroid i huvudbältet som upptäcktes den 13 februari 1935 av den holländske astronomen Hendrik van Gent i Johannesburg. Den har fått sitt namn efter det latinska namnet på den historiska nederländska provinsen Brabant.
Asteroiden har en diameter på ungefär 12 kilometer.